# Natação no Campeonato Mundial de Esportes Aquáticos de 2022 - 400 m medley masculino
A prova dos 400 metros medley masculino da natação no Campeonato Mundial de Esportes Aquáticos de 2022 ocorreu no dia 18 de junho, em Budapeste, na Hungria.

## Recordes
Antes desta competição, os recordes mundiais e do campeonato nesta prova eram os seguintes:
| Tipo                  | Atleta         | Tempo     | Local     | Data                 |
| --------------------- | -------------- | --------- | --------- | -------------------- |
|                       | Michael Phelps | 4m 03s 84 | Pequim    | 10 de agosto de 2008 |
| Recorde do campeonato | Chase Kalisz   | 4m 05s 90 | Budapeste | 30 de julho de 2017  |

Os seguintes novos recordes foram estabelecidos durante esta competição. 
| Data        | Prova | Nadador       | Nacionalidade | Tempo     | Recordes              |
| ----------- | ----- | ------------- | ------------- | --------- | --------------------- |
| 18 de junho | Final | Léon Marchand | França        | 4m 04s 28 | Recorde do campeonato |

## Medalhistas
| Ouro                | Prata               | Bronze             |
| Léon Marchand (FRA) | Carson Foster (USA) | Chase Kalisz (USA) |

## Cronograma
Todos os horários são locais (UTC+2). 
| Data        | Hora  | Evento        |
| ----------- | ----- | ------------- |
| 18 de junho | 10:54 | Eliminatórias |
| 18 de junho | 19:25 | Final         |

## Resultados

### Eliminatórias
Esses foram os resultados das eliminatórias. A prova foi realizada no dia 18 de junho com início às 10:54.
| Pos. | Bateria | Raia | Nadador              | Nacionalidade  | Tempo   | Notas |
| ---- | ------- | ---- | -------------------- | -------------- | ------- | ----- |
| 1    | 3       | 3    | Léon Marchand        | França         | 4:09.09 | Q,    |
| 2    | 3       | 5    | Carson Foster        | Estados Unidos | 4:09.60 | Q     |
| 3    | 3       | 4    | Chase Kalisz         | Estados Unidos | 4:10.32 | Q     |
| 4    | 4       | 4    | Daiya Seto           | Japão          | 4:10.51 | Q     |
| 5    | 3       | 7    | Balázs Holló         | Hungria        | 4:10.87 | Q     |
| 6    | 4       | 2    | Tomoru Honda         | Japão          | 4:12.24 | Q     |
| 7    | 4       | 3    | Lewis Clareburt      | Nova Zelândia  | 4:12.39 | Q     |
| 8    | 4       | 5    | Brendon Smith        | Austrália      | 4:12.50 | Q     |
| 9    | 4       | 6    | Alberto Razzetti     | Itália         | 4:13.72 |       |
| 10   | 4       | 7    | Brodie Williams      | Reino Unido    | 4:13.89 |       |
| 11   | 2       | 3    | Matthew Sates        | África do Sul  | 4:14.81 |       |
| 12   | 4       | 1    | Hubert Kós           | Hungria        | 4:15.44 |       |
| 13   | 3       | 1    | Se-Bom Lee           | Austrália      | 4:16.40 |       |
| 14   | 3       | 6    | Wang Shun            | China          | 4:17.85 |       |
| 14   | 4       | 9    | Collyn Gagne         | Canadá         | 4:17.85 |       |
| 16   | 3       | 0    | Stephan Steverink    | Brasil         | 4:19.09 |       |
| 17   | 4       | 0    | Émilien Mattenet     | França         | 4:19.74 |       |
| 18   | 2       | 2    | Héctor Ruvalcaba     | México         | 4:19.99 |       |
| 19   | 4       | 8    | Liu Zongyu           | China          | 4:20.53 |       |
| 20   | 2       | 5    | Richard Nagy         | Eslováquia     | 4:20.78 |       |
| 21   | 3       | 9    | Erick Gordillo       | Guatemala      | 4:22.96 |       |
| 22   | 2       | 6    | Ron Polonsky         | Israel         | 4:24.05 |       |
| 23   | 2       | 8    | Munzer Kabbara       | Líbano         | 4:24.23 |       |
| 24   | 3       | 2    | Apostolos Papastamos | Grécia         | 4:26.06 |       |
| 25   | 2       | 4    | Kim Min-seop         | Coreia do Sul  | 4:28.35 |       |
| 26   | 2       | 7    | Nguyễn Quang Thuấn   | Vietname       | 4:29.73 |       |
| 27   | 1       | 4    | Matheo Mateos        | Paraguai       | 4:30.20 |       |
| 28   | 2       | 1    | Aflah Fadlan Prawira | Indonésia      | 4:31.15 |       |
| 29   | 1       | 5    | Omar Abouelela       | Catar          | 4:43.16 |       |
| 30   | 1       | 3    | Mubal Azzam Ibrahim  | Maldivas       | 5:14.91 |       |
| —    | 3       | 8    | Jérémy Desplanches   | Suíça          | DNS     | DNS   |

### Final
A final foi realizada em 18 de junho às 19:25.
| Pos.              | Raia | Nadador         | Nacionalidade  | Tempo   | Notas |
| ----------------- | ---- | --------------- | -------------- | ------- | ----- |
| Medalha de ouro   | 4    | Léon Marchand   | França         | 4:04.28 | ,     |
| Medalha de prata  | 5    | Carson Foster   | Estados Unidos | 4:06.56 |       |
| Medalha de bronze | 3    | Chase Kalisz    | Estados Unidos | 4:07.47 |       |
| 4                 | 1    | Lewis Clareburt | Nova Zelândia  | 4:10.98 |       |
| 5                 | 8    | Brendon Smith   | Austrália      | 4:11.36 |       |
| 6                 | 6    | Daiya Seto      | Japão          | 4:11.93 |       |
| 7                 | 7    | Tomoru Honda    | Japão          | 4:12.20 |       |
| 8                 | 2    | Balázs Holló    | Hungria        | 4:15.17 |       |

Legenda
| Recorde mundial       | Recorde mundial (World record)               |                       | Recorde africano                      | Recorde africano (African) |                                           | Q | Classificado por posição (Qualified) |
| Recorde do campeonato | Recorde do campeonato (Championship record)  | Recorde da América    | Recorde da América (Americas)         | q                          | Classificado por melhor tempo (Qualified) |   |                                      |
| Melhor marca do ano   | Melhor marca do ano (World leading)          | Recorde asiático      | Recorde asiático (Asian)              | DNS                        | Não largou (Did not start)                |   |                                      |
| Recorde nacional      | Recorde nacional (National record)           | Recorde europeu       | Recorde europeu (European)            | DNF                        | Não terminou (Did not finish)             |   |                                      |
| Recorde pessoal       | Recorde pessoal do atleta (Personal best)    | Recorde da Oceania    | Recorde da Oceania (Oceania)          | DSQ / DQ                   | Desclassificado (Disqualified)            |   |                                      |
| Recorde da temporada  | Recorde da temporada do atleta (Season best) | Recorde sul-americano | Recorde sul-americano (South America) | NM                         | Sem marca (No mark)                       |   |                                      |